# 周小周
周小周（1956年10月—），安徽巢湖人，中国人民解放军中将。

## 生平
1973年入伍，1976年加入中国共产党。中国人民解放军国防大学军事指挥专业毕业。1998年任北京卫戍区副参谋长。2001年任陆军第二十七集团军副军长。2003年任北京卫戍区副司令员。2007年任陆军第十四集团军军长。2012年升任成都军区参谋长。2014年12月，升任成都军区副司令员。2016年1月，任成都军区善后办主任、党委副书记。
2003年晋升中国人民解放军少将军衔。2013年晋升中国人民解放军中将军衔。
2008年，当选第十一届全国人大代表。2013年，当选第十二届全国人大代表。

## 家庭
- 父：周衣冰，中国人民解放军中将，北京军区司令员